# Lenze L. Bouwers
Lenze Leendert Bouwers (Breezand, 16 mei 1940) is een Nederlandse dichter en schrijver van kinder- en jeugdboeken. Van april 2007 tot en met april 2009 was hij stadsdichter van de stad Zwolle.
Na de kweekschool in Enschede werd hij onderwijzer op een basisschool in Delfzijl. Hij behaalde de akte Nederlands in Groningen. Vanaf 1968 gaf hij voornamelijk les in Nederlands op de Prof. Dr. S. Greijdanusschool in Zwolle. In 1992 besloot hij zich geheel aan het schrijven te wijden.
Lenze won in 1997 de prijs voor het beste christelijke kinderboek, Het Hoogste Woord, voor zijn boek De pyromaan.
Zijn gedichten zijn vooral sonnetten en rondelen. Werk van hem is gepubliceerd in Tirade, Maatstaf en vooral De Revisor.
Lenze is een christelijke auteur. Voor contact met Lenze: bouwerslenzel16@gmail.com 

## Kinder- en jeugdboeken
- Lieve vader, vuile schurk (Kok/Kampen,1988)
- Een hut voor dag en nacht (1990)
- De agenda van Bakker (1992)
- Verboden toegang, broedgebied (1994)
- Ssst...ik ga bidden (1995)
- Ik zwem (1996)
- De pyromaan (1996)
- Shettie, lieverd (2001)
- Zwijg over liefde (Kok/Utrecht, 2015)

## Gedichtenbundels
- Leven  (De Vuurbaak, Groningen, 1976)
- Neem dit van me aan... (De Vuurbaak, Groningen, 1978)
- Rondelen (EM. Querido, Amsterdam, 1985)
- De route van de rondvaartboot (EM. Querido, Amsterdam, 1986)
- De schaduw van de buizerd (EM. Querido, Amsterdam, 1988)
- Het schuim bedekt de messen (EM. Querido, Amsterdam, 1990)
- Biotoop (EM. Querido, Amsterdam, 1992)
- Lief model (Kok Voorhoeve, Kampen, 1996)
- Groeiringen (EM. Querido, Amsterdam, 2002)
- Woorden om het licht te horen (EM. Querido, Amsterdam, 2009)
- Zwolle - kajuit voor het bestaan-, stadsgedichten (uitgave van de gemeente Zwolle, 2009)
- Loutering (De Contrabas, 2012)
- De vrije heerlijkheid - Amelandgedichten- (De Contrabas,2013)
- Die sterke vijand - de pijn van het lijden- (Brandaan, 2013)
- Broedende meerkoet (De Contrabas, 2014)
- Je blijft mijn vrije Fries (Nederlandse Poëzie Encyclopedie, 2014)
- Rust, Bordeauxreeks 47 (Liverse, Dordrecht, 2017)
- Vechtdalnotities (D33 publicaties, Dalfsen, 2020)
- De houtduif koert (Publicatie in eigen beheer, 2024)
- Plaatselijk nieuws (Publicatie in eigen beheer, 2024)
- Tijd (Publicatie in eigen beheer, 2025)
- Menswording (Publicatie in eigen beheer, 2025)